# Ashakhet (grand prêtre de Ptah)
Ashakhet est un grand prêtre de Ptah au début de la XXIe dynastie.
Ashakhet est connu par la généalogie d'Ânkhefensekhmet, où il est présenté comme un contemporain du pharaon Amenemnesout.
Ashakhet est le père du grand prêtre de Ptah Pépi et le grand-père du grand prêtre de Ptah Harsiesi.